# Gladys Crolius

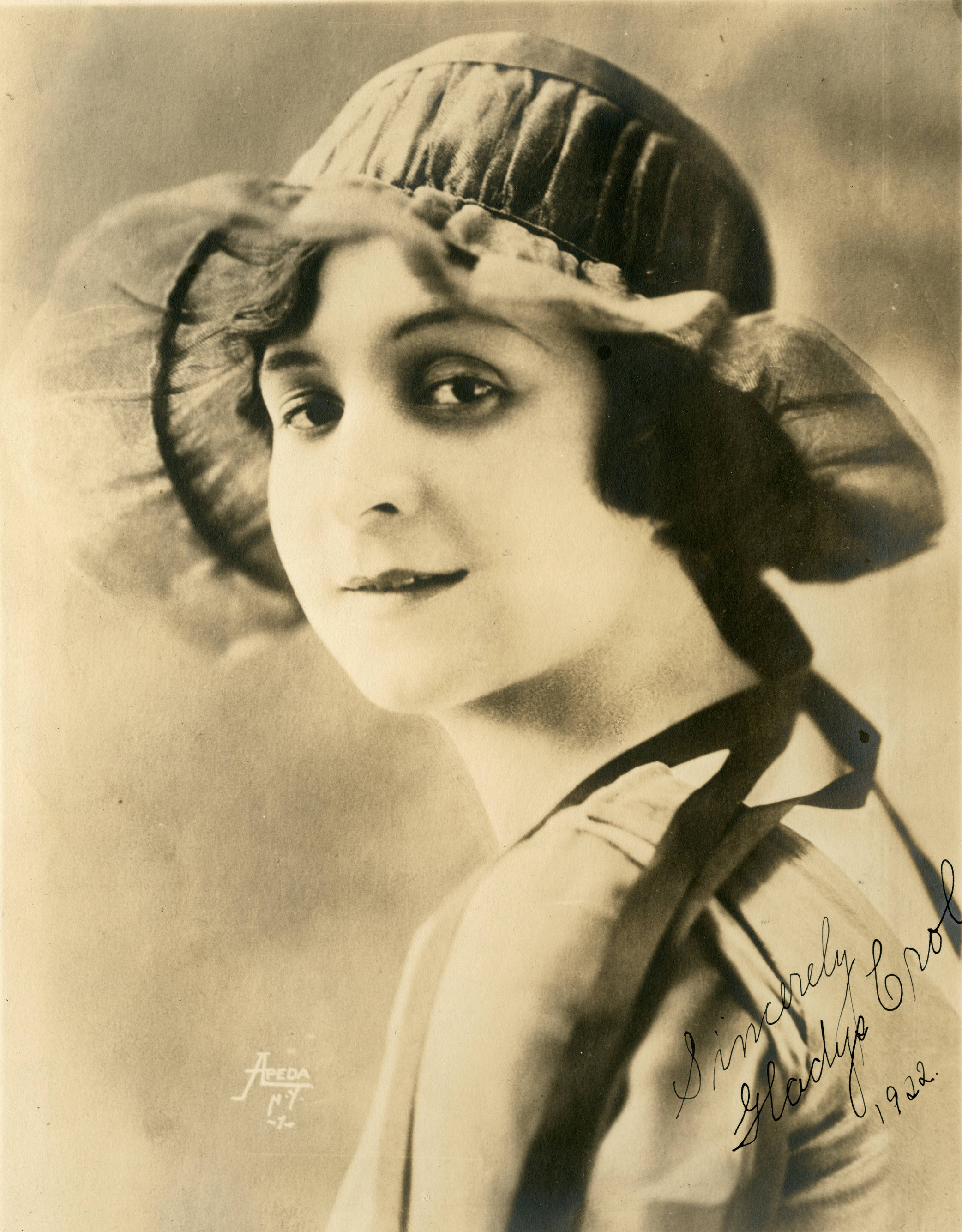
Gladys Crolius (2199)

Gladys Crolius (* 6. September 1892 in Chicago, Illinois, Vereinigte Staaten; † 5. April 1972 in Hollywood, Kalifornien, Vereinigte Staaten) war eine US-amerikanische Schauspielerin.

## Leben
Gladys Crolius wurde 1892 in Chicago, im US-Bundesstaat Illinois geboren.
Crolius war mit Harry Tyler verheiratet, mit dem sie ein Kind hatte.
1929 hatte Crolius in dem Film The Shannons of Broadway ihren ersten und einigen Auftritt in einem Kinofilm.

## Filmografie
- 1929: The Shannons of Broadway